# Fritz Klein (Mediziner, 1888)

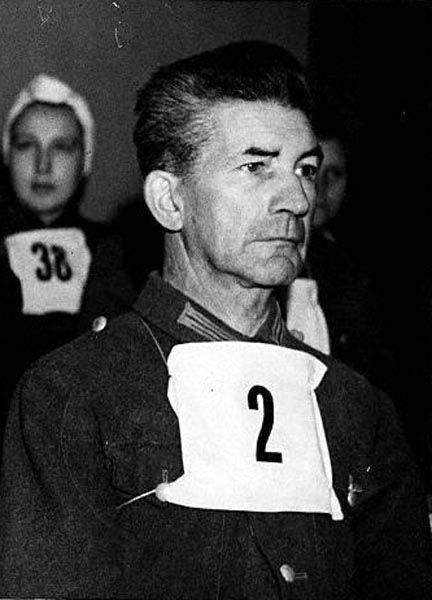
Fritz Klein (1945) als Angeklagter im Bergen-Belsen-Prozess

Fritz Klein (* 24. November 1888 in Zeiden/Feketehalom, Österreich-Ungarn, heute Codlea, Rumänien; † 13. Dezember 1945 in Hameln) war ein rumäniendeutscher KZ-Arzt.

## Leben
Fritz Klein war Siebenbürger Sachse, der an der Universität Budapest promoviert wurde und während des Ersten Weltkriegs sowie von 1939 bis 1943 als Leutnantarzt in der Rumänischen Armee diente.
Er trat zum 26. Mai 1943 als SS-Untersturmführer in die Waffen-SS ein. In einem „vorläufigen Dienstverhältnis“ wurde er als Truppenarzt in das KZ Auschwitz-Birkenau abkommandiert und im Frauenlager, im „Zigeunerlager“ und im „Familienlager“ eingesetzt. Dort führte er unter anderem die Selektionen für die Gaskammern durch. Die Ärztin Ella Lingens-Reiner, die wegen Judenbegünstigung im KZ Auschwitz inhaftiert war, zitierte seinen Vernichtungswillen gegenüber den Juden: ein entzündeter Blinddarm, der aus dem Volkskörper entfernt werden müsse.
Mit Beginn der „Evakuierung“ des KZ Auschwitz kam er Ende Januar 1945 mit den Todesmärschen in das KZ Bergen-Belsen. Er wurde vom 10. Februar bis Mitte März 1945 im KZ Neuengamme eingesetzt, kam jedoch noch vor der Befreiung zurück nach Bergen-Belsen. Klein war einer der wenigen, die nicht flüchteten, sondern zusammen mit dem Kommandanten Josef Kramer die Ankunft der britischen Truppen erwarteten und das Lager übergaben.
Klein wurde von einem britischen Militärgericht im Bergen-Belsen-Prozess, der vom 17. September bis 16. November 1945 in Lüneburg stattfand, zum Tode verurteilt und am 13. Dezember 1945 im Zuchthaus Hameln durch den Henker Albert Pierrepoint gehängt.

## Fotografie von Fritz Klein im Massengrab

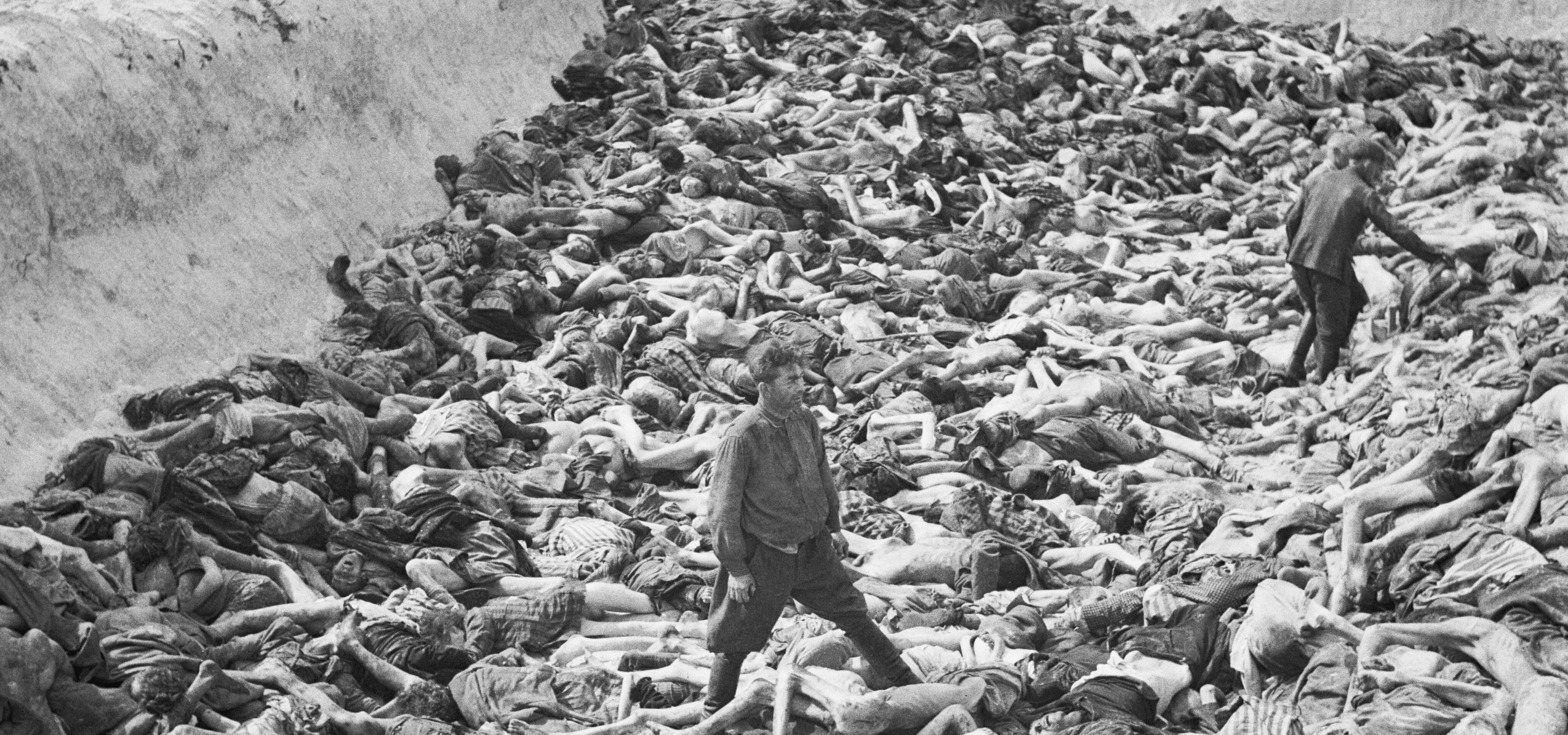
Fritz Klein in einem Massengrab im KZ Bergen-Belsen nach dessen Befreiung im April 1945

Klein war bei der Befreiung des Konzentrationslagers durch britische Truppen am 15. April 1945 inhaftiert worden und zusammen mit anderen Angehörigen der SS-Wachmannschaften in den nächsten Tagen, wie andernorts ebenfalls, gezwungen worden, die überall im Lager herumliegenden Leichen in großen Massengräbern zu bestatten. Die britischen Truppen fanden dort über 10.000 Tote und etwa 60.000 Überlebende vor. Dabei nahm der britische Sergeant H. Oaks von der 5. Army Film & Photographic Unit (A.F.P.U) am 24. April 1945 ein Foto Kleins auf, wie er inmitten eines Massengrabes steht.